# George Mason Memorial
Das George Mason Memorial ist ein National Memorial im West Potomac Park in Washington, D.C., der Hauptstadt der Vereinigten Staaten.
Es gedenkt des Wirkens von George Mason, einem wichtigen Gründervater der Vereinigten Staaten, der die Virginia Declaration of Rights schrieb und als Delegierter an der Constitutional Convention im Jahr 1787 in Philadelphia teilnahm, aber oft als „vergessener Gründer“ angesehen wird.
Mason, ein Anti-Föderalist, hat die Verfassung der Vereinigten Staaten nicht unterschrieben, da diese den Sklavenhandel nicht abgeschafft hat und, seiner Meinung nach, den einzelnen Bürger nicht ausreichend vor der Regierung schützte. Er war auch als der „zögernde Politiker“ bekannt, so war auch der Titel der von Robert A. Rutland verfassten Biographie.
Das Denkmal wurde durch das Gesetz 101-358 am 10. August 1990 beschlossen. Ein Grundstück nahe dem Jefferson Memorial wurde ausgewählt. Das Denkmal besteht aus einer 22 m langen Mauer mit einer überlebensgroßen Statue, die Mason sitzend mit übergeschlagenen Beinen zeigt und einem runden Wasserbecken. Die Architektin war Faye B. Harwell und die Bildhauerin war Wendy M. Ross. Der erste Spatenstich war am 18. Oktober 2000. Das Denkmal wurde am 9. April 2002 eingeweiht.
Das George Mason Memorial wird vom National Park Service verwaltet. 

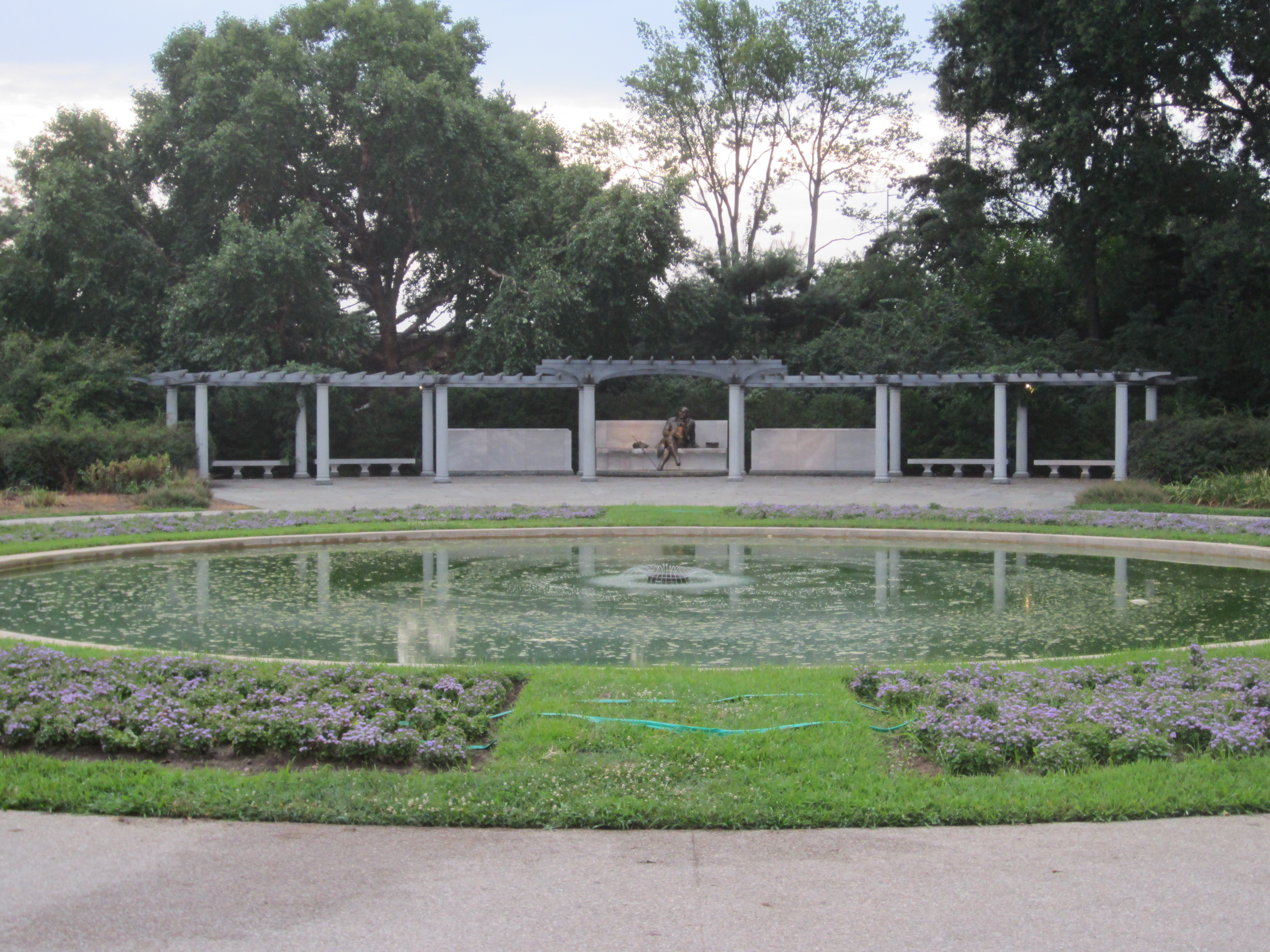
George Mason Memorial
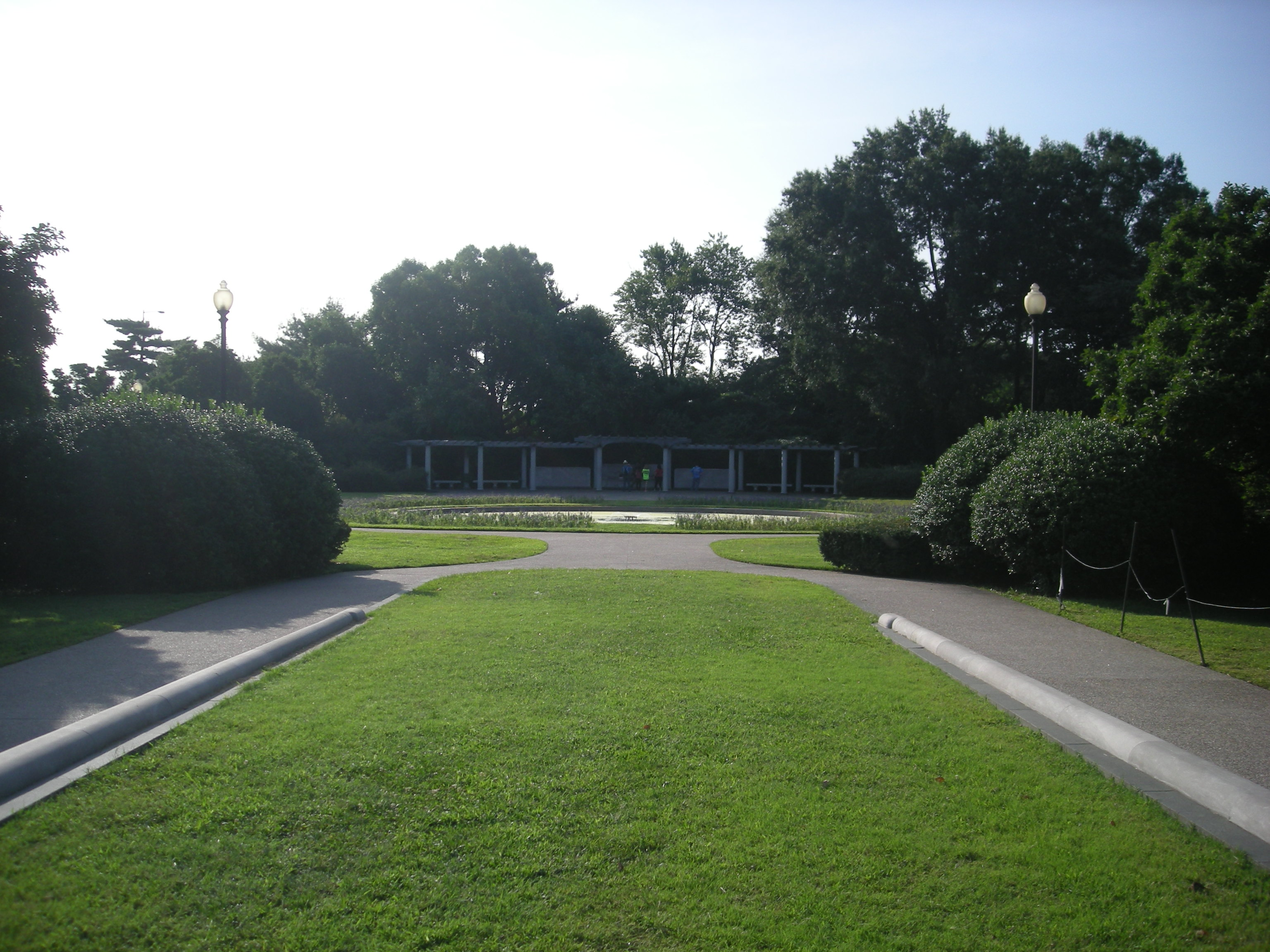
George Mason Memorial
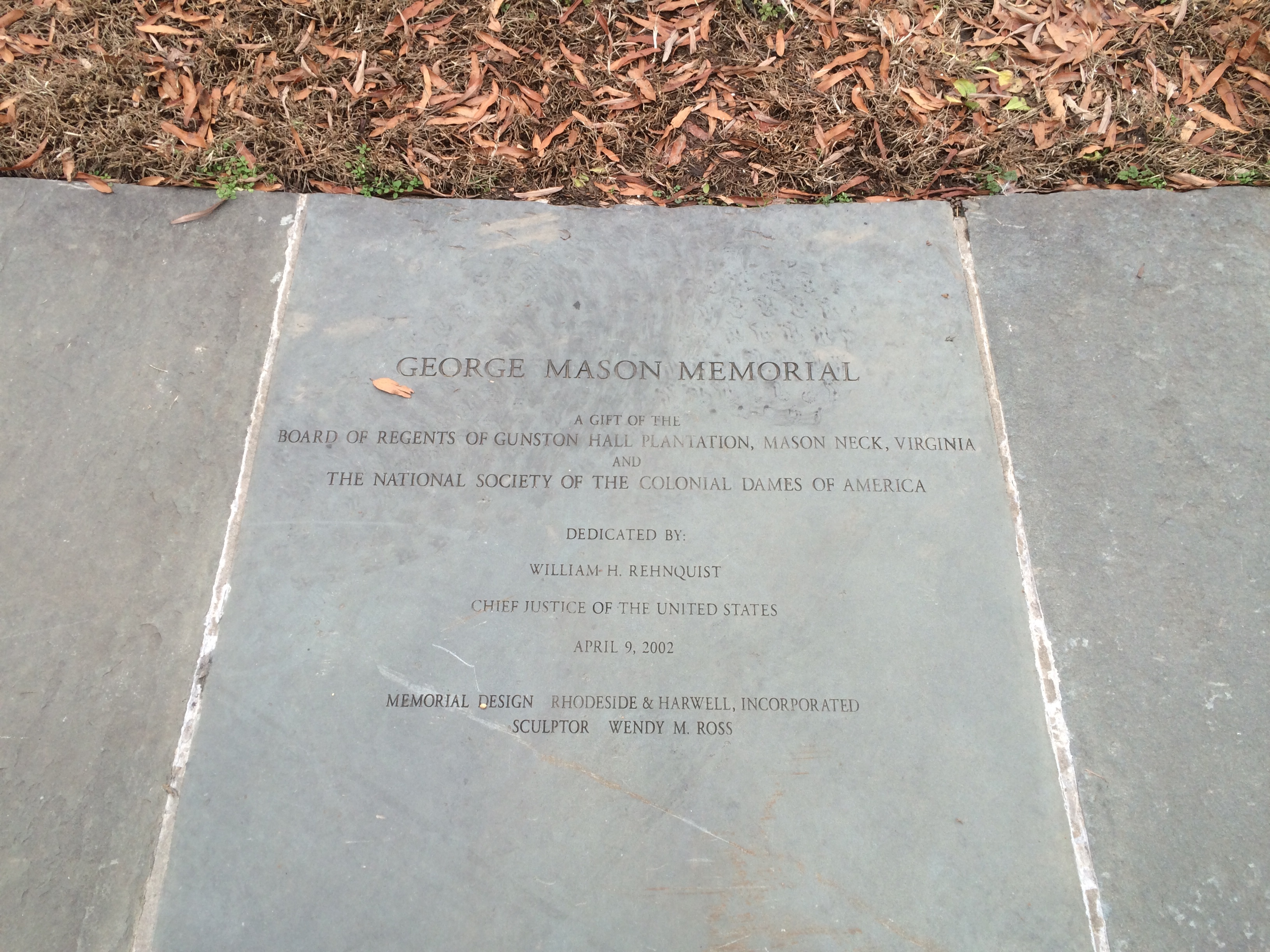
Informationen über das George Mason Memorial